# Servicio de Investigación Operativa
El Servicio de Investigación Operativa del Ministerio de Defensa de España tiene por objeto aplicar conocimientos matemáticos y de otras disciplinas científicas a la estrategia y táctica militar, tratando de optimizar los recursos asignados a las Fuerzas Armadas. Está regulado por la Orden de Defensa 3399/2009, de 10 de diciembre, por la que se aprueba su reglamento. Fue creado por una orden de la Presidencia del Gobierno, aprobada el 20 de abril de 1965.

## Misiones
El Servicio de Investigación Operativa tiene las siguientes misiones:
- El asesoramiento en materia de investigación operativa de los organismos implicados en la Defensa.
- La difusión, en el ámbito del Ministerio de Defensa, de la necesidad del empleo de técnicas de investigación operativa y sus herramientas que contribuyan a la solución de sus necesidades.
- La realización de los estudios e investigaciones para aplicar los correspondientes conocimientos científicos en esa materia a las necesidades de la Defensa.
- La realización de cuantos trabajos específicos le sean encomendados y la coordinación de la ejecución de aquellos relacionados con las técnicas de investigación operativa en que participen, junto con el Ministerio de Defensa, organismos y empresas ajenos a este servicio.
- La formación permanente del personal del servicio, promoviendo con especial atención la adquisición y consolidación por parte de éstos de las técnicas más recientes que hayan demostrado su validez en la resolución de problemas.
- El mantenimiento, la continua actualización y la difusión de los materiales que integran el fondo documental y bibliográfico especializado en técnicas de investigación operativa.

## Organización
El Servicio de Investigación Operativa posee la siguiente organización:
1. Jefatura: ostentada por el secretario general técnico del Ministerio de Defensa.
2. Órganos de Dirección:
  1. La Secretaría General Técnica del Servicio
  2. La Jefatura de los Sistemas de Información, Telecomunicaciones y Asistencia Técnica del Ejército de Tierra
  3. La Jefatura de Asistencia y Servicios Generales de la Armada
  4. La Jefatura de Servicios Técnicos y de Sistemas de Información y Telecomunicaciones del Ejército del Aire
3. Órganos de Planificación y Ejecución:
  1. El Centro de Investigación Operativa de la Defensa.
  2. El Gabinete de Investigación Operativa del Ejército de Tierra
  3. El Gabinete de Investigación Operativa de la Armada
  4. El Gabinete de Investigación Operativa del Ejército del Aire
  5. La Comisión Ministerial de Investigación Operativa del Ministerio de Defensa (COMIODEF), que es el órgano colegiado asesor de carácter técnico.

## Centro de Investigación Operativa de la Defensa
El Centro de Investigación Operativa de la Defensa es el órgano de trabajo del secretario general técnico en materia de investigación operativa, que está a cargo de las misiones generales del Servicio en el ámbito del Órgano Central del Ministerio de Defensa, de acuerdo con las directrices recibidas de la Secretaría General Técnica de la Defensa. 
Este organismo es responsable de:
- Elaborar y proponer los planes de actuación del Servicio.
- Coordinarlas actuaciones comunes de los gabinetes de investigación operativa en trabajos en los que intervengan más de una de las ramas de las Fuerzas Armadas y prestarles el apoyo técnico que necesiten.
- Ejecutar aquellos trabajos que le sean encomendados por el secretario general técnico.
- Dirigir las actuaciones de los grupos de trabajo que se creen en el Órgano Central o con participación de varias ramas de las Fuerzas Armadas para la resolución de los problemas de investigación operativa que se le hayan planteado.
- Mantener enlace técnico directo y permanente y colaboración informativa con los gabinetes de investigación operativa de las tres ramas de las Fuerzas Armadas.
- Promover y desarrollar los cursos de perfeccionamiento que, en materia de investigación operativa, se determinen.
- Mantener relaciones con organismos civiles y militares, tanto nacionales como extranjeros, de interés para el desarrollo de las misiones del Centro.

## Comisión Ministerial de Investigación Operativa
La Comisión Ministerial de Investigación Operativa del Ministerio de Defensa (COMIODEF), es el órgano colegiado asesor de carácter técnico del Jefe del Servicio de Investigación Operativa del Ministerio de Defensa.
Las funciones de la COMIODEF son:
- Realizar estudios y elevar propuestas sobre cualquier asunto que someta a su consideración el secretario general técnico, o, en su caso a propuesta de los jefes de los órganos de dirección competentes de las tres ramas de las Fuerzas Armadas.
- Elevar al jefe del Servicio, para su aprobación, los planes de actuación en materia de investigación operativa que se propongan.
- Acordar la formación de grupos de trabajo para la elaboración de informes o propuestas.
- Tratar cualquier otra cuestión planteada al Servicio de Investigación Operativa por parte de los órganos superiores o directivos del Departamento en materia de investigación operativa.

La Comisión podrá actuar en pleno, comisión permanente o en grupos de trabajo. Al menos una vez al año se reunirá el pleno. Al presidencia de la COMIODEF la ocupa el secretario general técnico o, en su defecto, el Vicesecretario General Técnico.